# Lois Smith
Lois Smith, pseudonimo di Lois Arlene Humbert (Topeka, 3 novembre 1930), è un'attrice statunitense, attiva in teatro, cinema e televisione a partire dagli anni cinquanta.

## Biografia
Figlia di William Oren (un dipendente di una compagnia telefonica morto nel 1950) e di Carrie Davis (conosciuta anche come Gottshalk), si laureò presso l'Università del Washington e studiò recitazione insieme a Lee Strasberg all'Actors Studio di New York. Debuttò nel cinema nel 1955 nel film La valle dell'Eden, diretto da Elia Kazan. Prese poi parte a una lunga serie di pellicole, tra cui Cinque pezzi facili (1970), Voglio la libertà (1972), Gli amici di Georgia (1981), Attrazione fatale (1987), Pomodori verdi fritti alla fermata del treno (1991), Gli anni dei ricordi (1995), Dead Man Walking - Condannato a morte (1995), Twister (1996) e In cerca d'amore (1999).
Attiva anche in televisione, prese parte a numerose soap opere come Destini, Somerset, Ai confini della notte, La valle dei pini) e serie drammatiche come Il dottor Kildare, The Practice - Professione avvocati, Law & Order - I due volti della giustizia, Law & Order - Unità vittime speciali, Law & Order: Criminal Intent, Grey's Anatomy e True Blood. Tra le sue apparizioni più recenti, quelle in film come Minority Report (2002) con Tom Cruise e Max von Sydow e in Angeli d'acciaio (2004) di Katja von Garnier. Nel 2008 partecipò alla serie televisiva True Blood, nel ruolo di Adele Stackhouse, nonna della protagonista, mentre nel 2010 fu la madre di Tom Scavo nella serie Desperate Housewives. Apprezzata interprete teatrale, nel 2021 vince il Tony Award alla miglior attrice non protagonista in un'opera teatrale per la sua interpretazione in The Inheritance a Broadway.

## Vita privata
La Smith, che vive nell'Upper West Side di Manhattan (New York), nel 1948 sposò l'insegnante Wesley Dale Smith, dal quale ebbe una figlia, Moon Elizabeth (1958). La coppia divorziò nel 1970.

## Filmografia

### Cinema

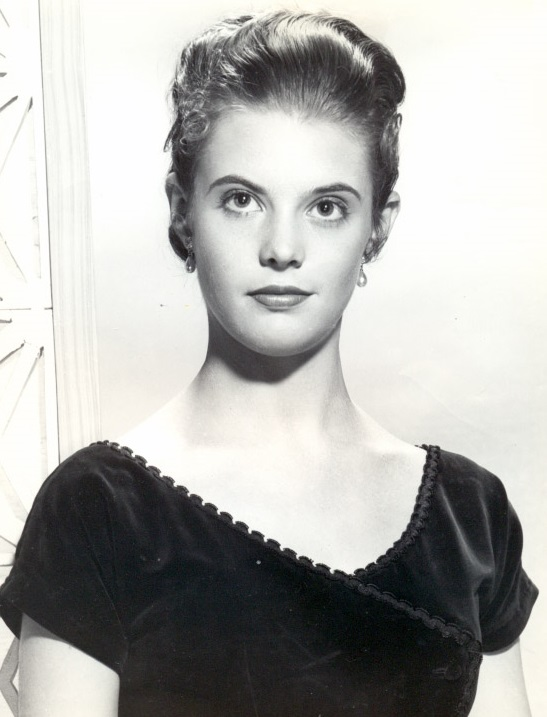
Lois Smith nel 1955

- La valle dell'Eden (East of Eden), regia di Elia Kazan (1955)
- La straniera (Strange Lady in Town), regia di Mervyn LeRoy (1955)
- The Way We Live Now, regia di Barry Brown (1970)
- Cinque pezzi facili (Five Easy Pieces), regia di Bob Rafelson (1970)
- Voglio la libertà (Up the Sandbox), regia di Irvin Kershner (1972)
- Stop a Greenwich Village (Next Stop, Greenwich Village), regia di Paul Mazursky (1976)
- A donne con gli amici (Foxes), regia di Adrian Lyne (1980)
- Resurrection, regia di Daniel Petrie (1980)
- Gli amici di Georgia (Four Friends), regia di Arthur Penn (1981)
- Reuben, Reuben, regia di Robert Ellis Miller (1983)
- Amare con rabbia (Reckless), regia di James Foley (1984)
- Twister, regia di Adam Holender (1986)
- La vedova nera (Black Widow), regia di Bob Rafelson (1987)
- Attrazione fatale (Fatal Attraction), regia di Adrian Lyne (1987)
- Prima di mezzanotte (Midnight Run), regia di Martin Brest (1988)
- Green Card - Matrimonio di convenienza (Green Card), regia di Peter Weir (1990)
- Hard Promises, regia di Martin Davidson (1991)
- Pomodori verdi fritti alla fermata del treno (Fried Green Tomatoes), regia di Jon Avnet (1991)
- Un giorno di ordinaria follia (Falling Down), regia di Joel Schumacher (1993)
- Marito a sorpresa (Holy Matrimony), regia di Leonard Nimoy (1994)
- Gli anni dei ricordi (How to Make an American Quilt), regia di Jocelyn Moorhouse (1995)
- Dead Man Walking - Condannato a morte (Dead Man Walking), regia di Tim Robbins (1995)
- Twister, regia di Jan de Bont (1996)
- Per amore di Vera (Larger Than Life), regia di Howard Franklin (1996)
- Hudson River Blues, regia di Nell Cox (1997)
- The Eternal (Trance), regia di Michael Almereyda (1998)
- In cerca d'amore (Tumbleweeds), regia di Gavin O'Connor (1999)
- La promessa (The Pledge), regia di Sean Penn (2001)
- Powder Keg, regia di Alejandro González Iñárritu (2001)
- Minority Report, regia di Steven Spielberg (2002)
- A Foreign Affair, regia di Helmut Schleppi (2003)
- Red Betsy, regia di Chris Boebel (2003)
- The Best Thief in the World, regia di Jacob Kornbluth (2004)
- P.S. Ti amo (P.S.), regia di Dylan Kidd (2004)
- Sweet Land, regia di Ali Selim (2005)
- Little Fugitive, regia di Joanna Lipper (2006)
- Hollywoodland, regia di Allen Coulter (2006)
- Griffin & Phoenix, regia di Ed Stone (2006)
- Turn the River, regia di Chris Eigeman (2007)
- Diminished Capacity, regia di Terry Kinney (2008)
- Killshot, regia di John Madden (2008)
- Pet Therapy - Un cane per amico (A Dog Year), regia di George La Voo (2008)
- L'incredibile vita di Timothy Green (The Odd Life of Timothy Green), regia di Peter Hedges (2012)
- Run All Night - Una notte per sopravvivere (Run All Night), regia di Jaume Collet-Serra (2015)
- The Nice Guys, regia di Shane Black (2016)
- The Comedian, regia di Taylor Hackford (2016)
- Marjorie Prime, regia di Michael Almereyda (2017)
- Lady Bird, regia di Greta Gerwig (2017)
- Zio Frank (Uncle Frank), regia di Alan Ball (2020)
- The French Dispatch of the Liberty, Kansas Evening Sun, regia di Wes Anderson (2021)
- Mack & Rita, regia di Katie Aselton (2022)

### Televisione
- Kraft Television Theatre – serie TV, 1 episodio (1953)
- Studio One – serie TV, 1 episodio (1954)
- Star Tonight – serie TV, 2 episodi (1955)
- Justice – serie TV, 1 episodio (1955)
- Robert Montgomery Presents – serie TV, 1 episodio (1955)
- The United States Steel Hour – serie TV, 2 episodi (1956)
- Matinee Theatre – serie TV, 1 episodio (1958)
- Startime – serie TV, 1 episodio (1959)
- Strindberg on Love, regia di Henry Kaplan – film TV (1960)
- The Master Builder, regia di John Stix – film TV (1960)
- Play of the Week – serie TV, 2 episodi (1960)
- The DuPont Show of the Month – serie TV, 1 episodio (1960)
- Letter to Loretta – serie TV, 1 episodio (1961)
- Way Out – serie TV, 1 episodio (1961)
- Route 66 – serie TV, 4 episodi (1961-1964)
- La città in controluce (Naked City) – serie TV, 1 episodio (1962)
- La parola alla difesa (The Defenders) – serie TV, 1 episodio (1962)
- Il dottor Kildare (Dr. Kildare) – serie TV, 1 episodio (1963)
- Undicesima ora (The Eleventh Hour) – serie TV, 1 episodio (1964)
- CBS Playhouse – serie TV, 1 episodio (1967)
- Dragon Country, regia di Glenn Jordan – film TV (1970)
- Particular Men, regia di Glenn Jordan – film TV (1972)
- Love of Life – serie TV (1972)
- Somerset – serie TV (1972-1974)
- The Doctors – serie TV (1975-1977)
- The Jilting of Granny Weatherall, regia di Randa Haines – film TV (1980)
- The House of Mirth, regia di Adrian Hall – film TV (1981)
- ABC Afterschool Specials – serie TV, 1 episodio (1982)
- La rabbia degli angeli (Rage of Angels), regia di Buzz Kulik – miniserie TV (1983)
- Ai confini della notte (The Edge of Night) – serie TV (1983)
- Destini (Another World) – serie TV (1983)
- Il brivido dell'imprevisto (Tales of the Unexpected) – serie TV, 1 episodio (1984)
- The Execution of Raymond Graham, regia di Daniel Petrie – film TV (1985)
- Un giustiziere a New York (The Equalizer) – serie TV, 2 episodi (1985-1987)
- Adam's Apple, regia di James Frawley – film TV (1986)
- Spenser (Spenser: For Hire) – serie TV, 1 episodio (1988)
- The American Experience – serie TV, 1 episodio (1991)
- In famiglia e con gli amici (Thirtysomething) – serie TV, 1 episodio (1991)
- Switched at Birth, regia di Waris Hussein – film TV (1991)
- White Hot - Il misterioso assassinio di Thelma Todd (White Hot: The Mysterious Murder of Thelma Todd), regia di Paul Wendkos – film TV (1991)
- Punto di svolta (Keep the Change), regia di Andy Tennant – film TV (1992)
- Deadly Matrimony, regia di John Korty – film TV (1992)
- Skylark, regia di Joseph Sargent – film TV (1993)
- Persone scomparse (Missing Persons) – serie TV, 1 episodio (1993)
- Truman, regia di Frank Pierson – film TV (1995)
- Frasier – serie TV, 1 episodio (1997)
- The Practice - Professione avvocati (The Practice) – serie TV, 1 episodio (1997)
- Lo specchio del destino (A Will of Their Own), regia di Karen Arthur – miniserie TV (1998)
- Just Shoot Me! – serie TV, 1 episodio (2000)
- La valle dei pini (All My Children) – serie TV, 1 episodio (2000)
- Going to California – serie TV, 1 episodio (2001)
- The Laramie Project, regia di Moisés Kaufman – film TV (2002)
- Law & Order - Unità vittime speciali (Law & Order: Special Victims Unit) – serie TV, 1 episodio (2002)
- Il tocco di un angelo (Touched by an Angel) – serie TV, 1 episodio (2002)
- Angeli d'acciaio (Iron Jawed Angels), regia di Katja von Garnier – film TV (2004)
- Law & Order: Criminal Intent – serie TV, 1 episodio (2004)
- LAX – serie TV, 1 episodio (2004)
- Cold Case - Delitti irrisolti (Cold Case) – serie TV, 1 episodio (2004)
- Law & Order - I due volti della giustizia (Law & Order) – serie TV, 1 episodio (2005)
- Grey's Anatomy – serie TV, episodio 3x09 (2006)
- E.R. - Medici in prima linea (ER) – serie TV, 4 episodi (2007)
- Desperate Housewives – serie TV, 2 episodi (2010)
- True Blood – serie TV, 11 episodi (2008-2014)
- Grace and Frankie – serie TV, 1 episodio (2017)
- The Son - Il figlio (The Son) – serie TV, 5 episodi (2019)
- Law & Order: Organized Crime – serie TV, episodi 4x09-4x10-4x11 (2024)

## Riconoscimenti

### National Society of Film Critics
- 1970: Vincitrice del National Society of Film Critics Award per la migliore attrice non protagonista per Cinque pezzi facili

### Tony Award
- 1990: Candidatura al Tony Award per la migliore attrice protagonista in un'opera teatrale per Furore
- 1996: Candidatura al Tony Award per la migliore attrice protagonista in un'opera teatrale per Buried Child
- 2020: Vincitrice del Tony Award per la migliore attrice non protagonista in un'opera teatrale per The Inheritance

### Drama Desk Award
- 2006: Vincitrice del Drama Desk Award per la migliore attrice in una commedia per In viaggio verso Bountiful

## Doppiatrici italiane
Nelle versioni in italiano delle opere in cui ha recitato, Lois Smith è stata doppiata da:
- Lorenza Biella in Il tocco di un angelo, Pet Therapy - Un cane per amico, Desperate Housewives - I segreti di Wisteria Lane, L'incredibile vita di Timothy Green, The Blacklist, Grace and Frankie, The Son - Il figlio
- Graziella Polesinanti in The Practice - Professione avvocati, Grey's Anatomy, The Affair, Sneaky Pete, The French Dispatch of the Liberty, Kansas Evening Sun
- Cristina Grado in Gli anni dei ricordi, Twister, Per amore di Vera, Angeli d'acciaio
- Rita Savagnone in Minority Report, Killshot, The Americans, The Nice Guys
- Alina Moradei in Pomodori verdi fritti alla fermata del treno, Dead Man Walking - Condannato a morte, Cold Case - Delitti irrisolti
- Germana Dominici in Amare con rabbia, Attrazione fatale
- Gabriella Genta in Un giorno di ordinaria follia, E.R. - Medici in prima linea
- Angiola Baggi in True Blood, On Becoming a God in Central Florida
- Franca Lumachi in Frasier, La promessa
- Renata Marini in La straniera
- Anna Teresa Eugeni in A donne con gli amici
- Angiolina Quinterno in Gli amici di Georgia
- Claudia Ricatti in La vedova nera
- Mirella Pace in Green Card - Matrimonio di convenienza
- Aurora Cancian in Marito a sorpresa
- Serena Verdirosi in Law & Order - Unità vittime speciali
- Manuela Massarenti in Law & Order - Criminal Intent
- Marzia Ubaldi in Hollywoodland
- Cristina Dian in Army Wives
- Elettra Bisetti in Please Give
- Sonia Scotti in Lady Bird
- Mirta Pepe in Mom
- Vittoria Febbi in Law & Order: Organized Crime